# Championnat de France masculin de volley-ball 1979-1980
Navigation
Saison précédente Saison suivante
Le Championnat de France de volley-ball Nationale 1 1979-1980 a opposé les dix meilleures équipes françaises de volley-ball.

## Listes des équipes en compétition
| \| Asnières Cannes Saint-Maur Grenoble Montpellier Avignon Sète Racing CF Stade Français Clamart \| Localisation des clubs engagés dans le championnat. |
| Asnières Cannes Saint-Maur Grenoble Montpellier Avignon Sète Racing CF Stade Français Clamart                                                           |

| Asnières Sports     |
| Avignon Volley-Ball |
| AS Cannes           |
| CSM Clamart         |
| AS Grenoble         |
| Montpellier UC      |
| Racing CF           |
| VGA Saint-Maur      |
| Arago de Sète       |
| Stade Français      |

## Formule de la compétition
- Phase régulière, les équipes se rencontrent en match aller/retour.
- Les quatre premiers du classement se rencontrent en trois tournois (dit tournois des As). Les résultats de la saison régulière sont conservés. Le classement final est établi à l'issue des douze rencontres.

## Classement final
| #  | Équipe         |
| 1  | Asnières (T)   |
| 2  | Clamart (P)    |
| 3  | Cannes (P)     |
| 4  | Saint-Maur     |
| 5  | Montpellier    |
| 6  | Stade Français |
| 7  | Sète           |
| 8  | Grenoble       |
| 9  | Avignon (P)    |
| 10 | Racing CF      |

## Bilan de la saison
| Tableau d'Honneur           |                 |
| Compétition                 | Vainqueur       |
| Nationale 1                 | Asnières Sports |
| Coupe de France à handicaps | AS Cannes       |

| Qualifications européennes 1980-1981 |                       |
| Compétition                          | Qualifiés             |
| Ligue des champions                  | Asnières Sports       |
| Coupe des vainqueurs de Coupes       | CSM Clamart           |
| Coupe de la CEV                      | AS Cannes AS Grenoble |

| Promotions et relégations |                               |
| Relégués en Nationale 2   | Avignon Volley-Ball Racing CF |
| Promus de Nationale 2     | Paris UC ASUL Lyon            |